# Шевяков, Владимир Тимофеевич
Владимир Тимофеевич Шевяков (17 [29] октября 1859, Санкт-Петербург, Санкт-Петербургская губерния — 18 октября 1930, Иркутск, Иркутская область) — российский и советский русский протозоолог, преподаватель. Член-корреспондент Императорской Санкт-Петербургской академии наук (с 1908).

## Биография
Владимир Тимофеевич Шевяков родился 17 (29) октября 1859 года в Санкт-Петербурге Санкт-Петербургской губернии, Российская империя, в мещанской семье. Отец, Тимофей Фёдорович Шевяков, выходец из Твери, был купцом третьей гильдии; мать, Елизавета Христина Сиверс (1819—1979), родилась в Тукумсе в прусской дворянской семье.
Первоначальное образование получил в реформатском церковном училище. В 1877 году поступил в Горный институт, поскольку диплом училища в то время не давал права на поступление в университет, где проучился до 1881 года. После энтомологической экспедиции в Закавказье, предпринятой им по поручению Русского энтомологического общества, членом которого он был, Шевяокв, решил перейти на естественное отделение физико-математического факультета  Санкт-Петербургского университета.  В 1881 году благодаря специальному разрешению Министерства народного просвещения, стал учиться на физико-математическом факультете Санкт-Петербургского университета, где его преподавателем был Н. П. Вагнер. 
В 1885 году уехал учиться в Гейдельбергский университет и во время учёбы занимался в зоологическом институте профессора Отто Бючли; в 1888 году удостоен философским факультетом Гейдельбергского университета золотой медали за конкурсную работу о глазах медуз, а в 1889 году, представив диссертацию «Beitrage zur Kenntniss des Acalephenauges», был удостоен философским факультетом Гейдельбергского университета высшей степени доктора философии.
В 1889—1890 годах совершил под покровительством Императорского русского географического общества кругосветное путешествие и посетил Северную Америку, Сандвичевы острова, Новую Зеландию, Австралию и Зондские острова; результатом этого путешествия была монография: «Die geographische Verbreituug der Susswasser-Protozoen», удостоенная Императорской Академией наук в 1896 году премии Брандта. В начале 1890 года он посетил Неаполитанскую зоологическую станцию. Директор станции и её основатель, немецкий зоолог Антон Дорн, посоветовал молодому человеку познакомиться с соотечественником, зоологом и эмбриологом Александром Онуфриевичем Ковалевским, который тогда жил с семьёй в Неаполе. Посещение зоологической станции в Неаполе стало завершением кругосветного путешествия В. Т. Шевякова.
В 1890 году Шевяков стал ассистентом Зоологического института Высшего политехнического училища в Карлсруэ, а в 1891 году перешёл в качестве ассистента по зоологии в Гейдельбергский университет, где в 1893 году по представлении диссертации был утверждён в звании приват-доцента, — читал курс паразитологии человека и зоологии.
В 1894 году выдержал магистерский экзамен и защитил диссертацию: «К биологии простейших» при Санкт-Петербургском университете, после чего вернулся в Гейдельберг исполняющим должность ординарного профессора зоологии и директора Зоологического института Гейдельбергского университета. Осенью того же года перешёл в Санкт-Петербург лаборантом вновь учреждённой особой зоологической лаборатории Академии наук и занялся её устройством. В том же году в качестве приват-доцента начал читать общий курс зоологии беспозвоночных в Санкт-Петербургском университете. В 1895 году защитил докторскую диссертацию об организации и систематике инфузорий: «Морфология и систематика Infusoria Aspirotricha» и был избран экстраординарным, а в 1899 году — ординарным профессором зоологии Петербургского университета.
В 1900—1901 годах был деканом физико-математического факультета университета. В 1906/1907 учебном году читал специальный курс сравнительной анатомии беспозвоночных, в 1909/1910 учебных годах — специальный курс сравнительной эмбриологии беспозвоночных.
В 1908 году был избран членом-корреспондентом Императорской Санкт-Петербургской Академии наук. В 1910 году перешёл на работу в Министерство народного просвещения; с 1911 года — товарищ министра.
В. Т. Шевяков много сделал для развития высшего образования в России: был одним из создателей Императорского женского педагогического университета, где до 1917 года преподавал зоологию. Также он был одним из инициаторов создания Пермского университета в 1916 году.
Вышел в отставку в 1917 году и в 1918 году уехал на Урал, затем в Омск, где был профессором и деканом агрономического факультета Омского сельскохозяйственного института. В 1920 году уехал в Иркутск, где стал заведующим кафедрой медицинской зоологии на медицинском факультете Иркутского университета. Одновременно был деканом этого факультета и директором биолого-географического института при университете. В 1923 году ему было присвоено звание почётного профессора Иркутского государственного университета.
Владимир Тимофеевич Шевяков умер в Иркутске 18 октября 1930 года.
Среди его учеников — биологи В. А. Догель, М. Н. Римский-Корсаков, С. В. Аверинцев, В. Н. Беклемишев, Ю. А. Филипченко и К. Н. Давыдов.

## Семья
- Жена: Лидия Александровна Ковалевская[2] (1874—1942, Галич), дочь Александра Онуфриевича Ковалевского. Изучала зоологию сначала в Берне, а затем в Гейдельберге. Во время Первой мировой войны курировала госпиталь, созданный под патронажем Министерства народного просвещения. После смерти мужа Лидия Александровна жила с младшим сыном Борисом в Новгороде и после его ареста в 1933 году была выслана в Галич. Там она умерла в 1942 году, от последствий дистрофии, пережив блокадную зиму в Ленинграде.

Дети и внуки:
- Александр Владимирович (1896[4]—после 1918, погиб в Гражданскую войну). В 1915 году окончил артиллерийское училище, воевал в Первую мировую войну, был ранен. С 1918 года — в армии А.В.Колчака; командовал бронепоездом.
- Татьяна Владимировна (1897—1984, США, Калифорния). Во время Первой мировой войны работала санитаркой в прифронтовом госпитале. В 1920-е годы эмигрировала. Была переводчиком в американском корпусе в послевоенной Европе — в Германии и Греции. Дочь — Лидия (1925—1999). Два внука и внучка.
- Георгий Владимирович (1900[5]—1973, США, Сан-франциско). С 1920 года эмиграции — сначала в Харбине, затем в США. Почетный профессор психологии Сан-Францисского университета. Его сын Рик Шевяков (Sheviakov) — доктор наук, также работает в области психологии. Передал воспоминания Георгия Владимировича в Санкт-Петербургский университет. Дочь Рика Шевякова Сара работает в НАСА[6].
- Владимир Владимирович (1904[7]—1920-е, Иркутск)
- Борис Владимирович (1905[8]—1937[9]), искусствовед и художник. Репрессирован[10]. Жена (с 1930) — Татьяна Сергеевна Щербатова (1905—2000, Смоленск)[11], искусствовед, художник-копиист, член Союза художников и архитекторов Грузии.  После ареста мужа уехала с дочерью из Ленинграда в Грузию. С 1987 года жила в Смоленске. Их дочь — Вера Борисовна Ковалевская (род. 1931) — археолог, доктор исторических наук.

## Достижения и награды
Ордена святой Анны 2 степени, святого Станислава 2 и 3 степеней, святого Владимира 4 степени. В 1923 году по случаю юбилея областной профсоюзной организацией присвоено почетное звание «Герой труда».

## Труды
Научные работы Шевякова касаются главным образом протистологии, из них главнейшие:
- «Ueber die karyokinetische Kerntheilung der Euglypha alveolata» («Morph. Jahrb.», том 13);
- «Beitrage zur Kenntniss des Acalephenauges» (ib., том 15; диссертация);
- «Beitrage zur Kenntniss der holotrichen Infusorien» («Bibl. Zoolog.», тетрадь 3);
- «Ueber die geographische Verbreitung der Susswasser-Protozoen» («Mem. de l’Acad. Imp. des Sc. de St.-Petersb.», VII серия);
- «Ueber einen neuen bacterienahnlichen Organismus des Susswassers» («Verhandl. d. Naturh. medic. Vrer. zu Heidelberg», том V);
- «Ueber einige ekto- und entoparasitische Protozoen der Cyclopiden» («Bullet. de la Soc. Imp. de Natur. de Moscou», 1893);
- «Ueber die Natur der sogen Excretkorner der Infusorien» («Zeit. f. w. Zool.», том 57);
- «Ueber die Ursache der fortschreitenden Bewegunf der Gregarinen» (ib., том 58);
- «К биологии простейших» («Записки Императорской Академии Наук», том 75; диссертация);
- «Организация и систематизация Infusoria Aspirotricha» («Mem. de l’Acad. de Sc. de St.-Petsb.», ser. VIII; диссертация);
- «Beitr. zur Kenntniss der Radiolaria-Acanthometrea» (ib., 1901).
- Кроме того, Шевяков напечатал ряд статей по зоологии в Энциклопедическом словаре Брокгауза и Ефрона, в котором с 1897 года состоял редактором отдела биологических наук.

В. Т. Шевяков впервые описал кариокинез у корненожек, опубликовал ряд статей о радиоляриях, монографию о радиоляриях-акантариях Неаполитанского залива с атласом собственноручно выполненных цветных рисунков. Он изучал и паразитических простейших, в частности лямблий человека, сделав классическое описание живых паразитов.